# Karawankentunnel (autoweg)
De Karawankentunnel (Sloveens: Predor Karavanke) is een, uit één buis bestaande, tunnel op de grens van Slovenië en Oostenrijk door de Karawanken. De tunnel is ongeveer 7,9 km lang en verbindt de Oostenrijkse A11 met de A2 in Slovenië. De bouw van de tunnel tussen Sankt Jakob im Rosental en Jesenice duurde van 1987 tot 1991.

## Tol
De Karawankentunnel is tolplichtig. Motorfietsen en personenauto's moeten € 8,80 (2025) betalen. Auto's met aanhanger betalen hetzelfde tarief als personenauto's. Kampeerauto's van meer dan 3,5 ton en Vrachtwagens betalen met de GO-Box.

## Constructie van de tweede buis

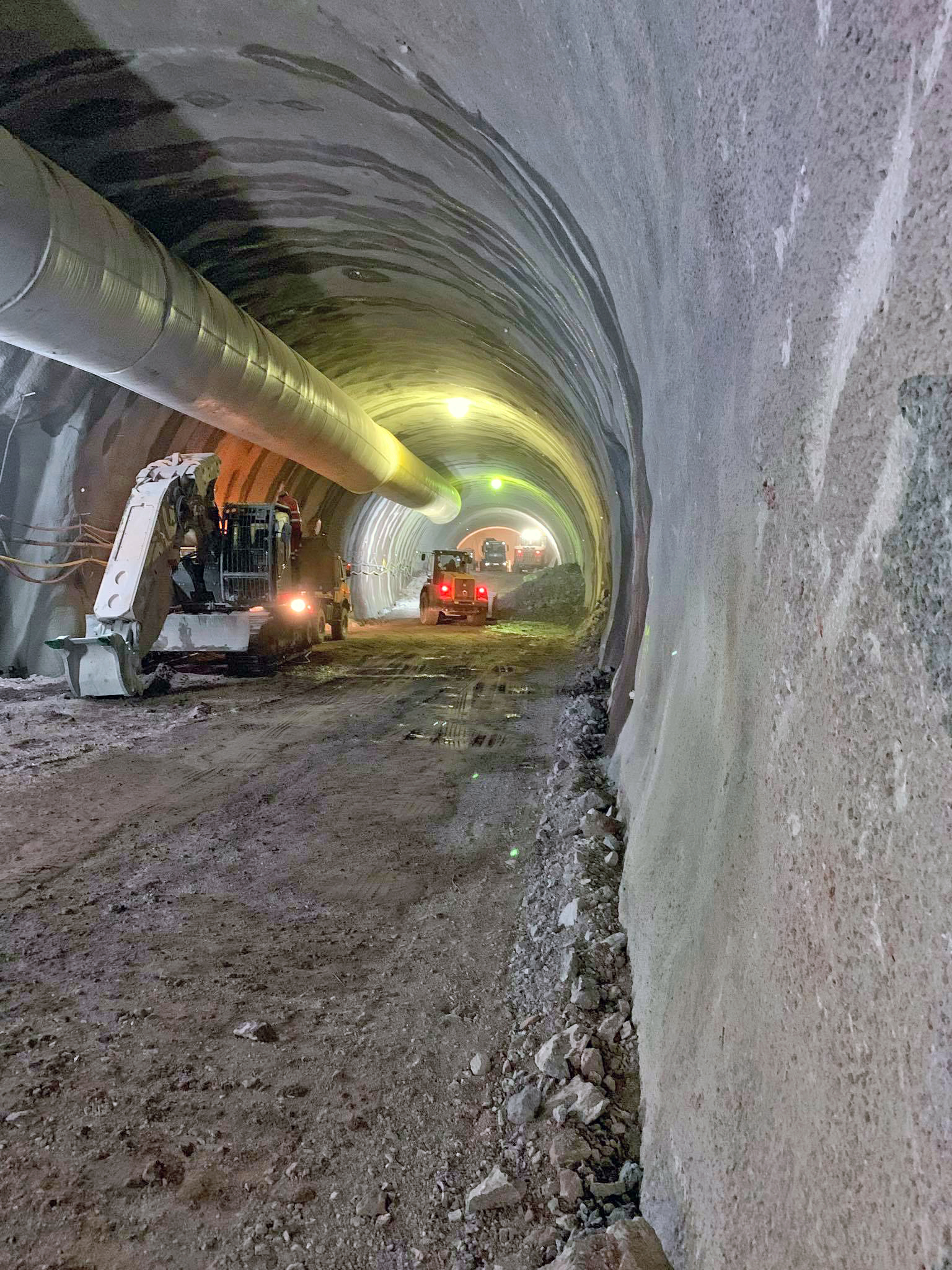
bouwwerkzaamheden in Oostenrijk in november 2018

De bouw van de tweede pijp is begonnen op 18 september 2018 in Oostenrijk. 
In Slovenië werd de bouw vertraagd en begon in het begin van maart 2020. De reden was een prijsgeschil dat eind 2019 werd opgelost. 
Het project zal naar verwachting eindigen in juni 2025, inclusief de reconstructie van de oude tunnel tot 2027.

## Foto's van de bouwplaats

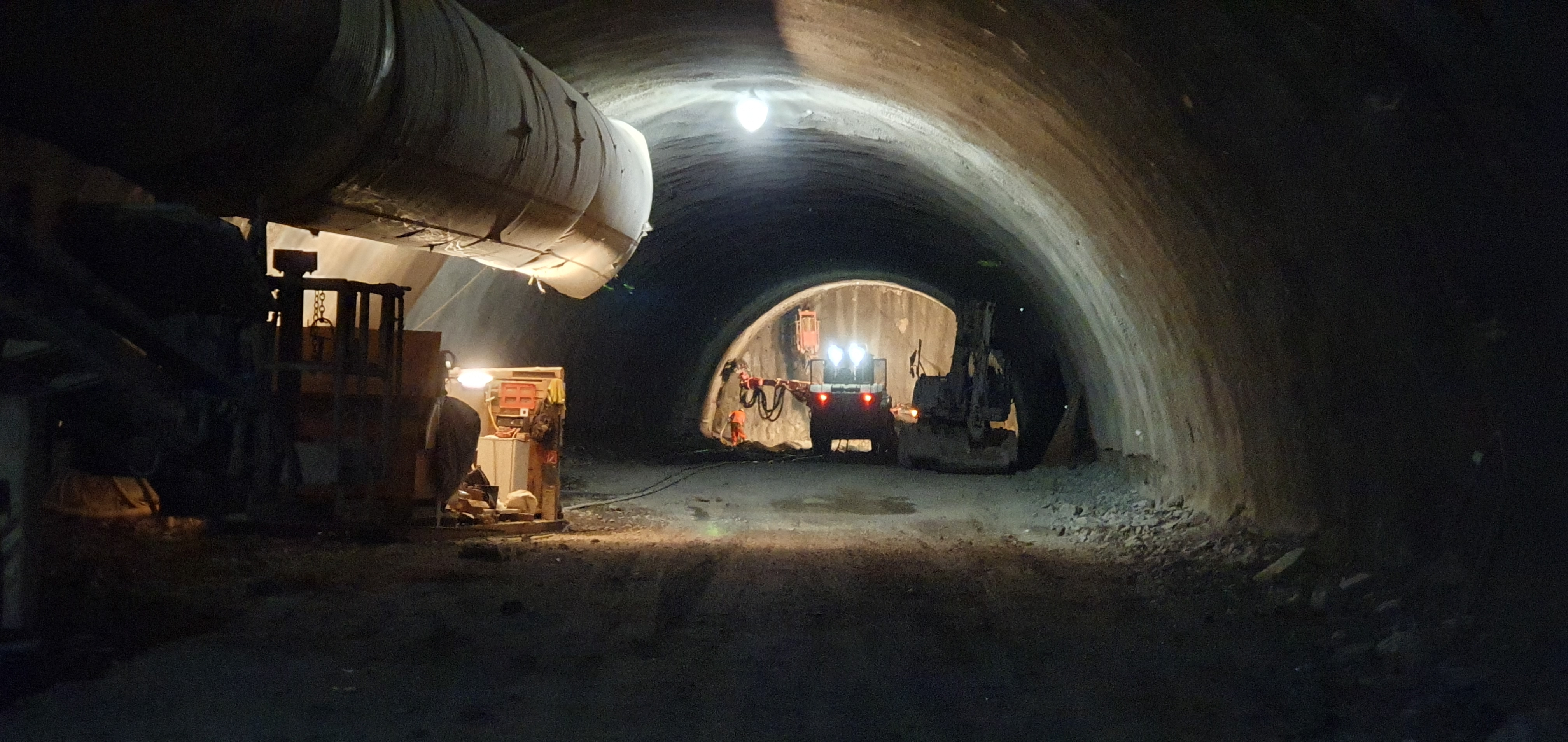
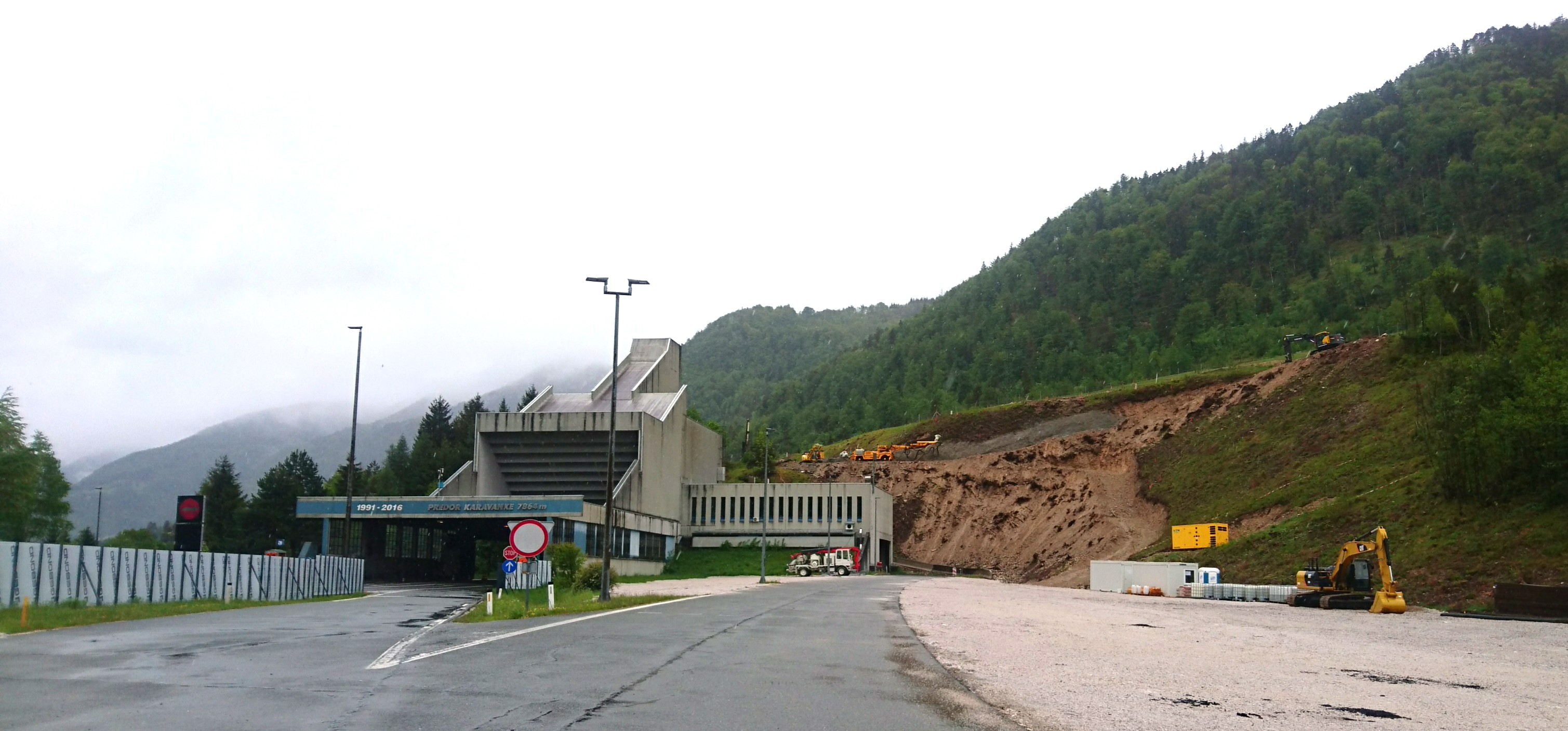
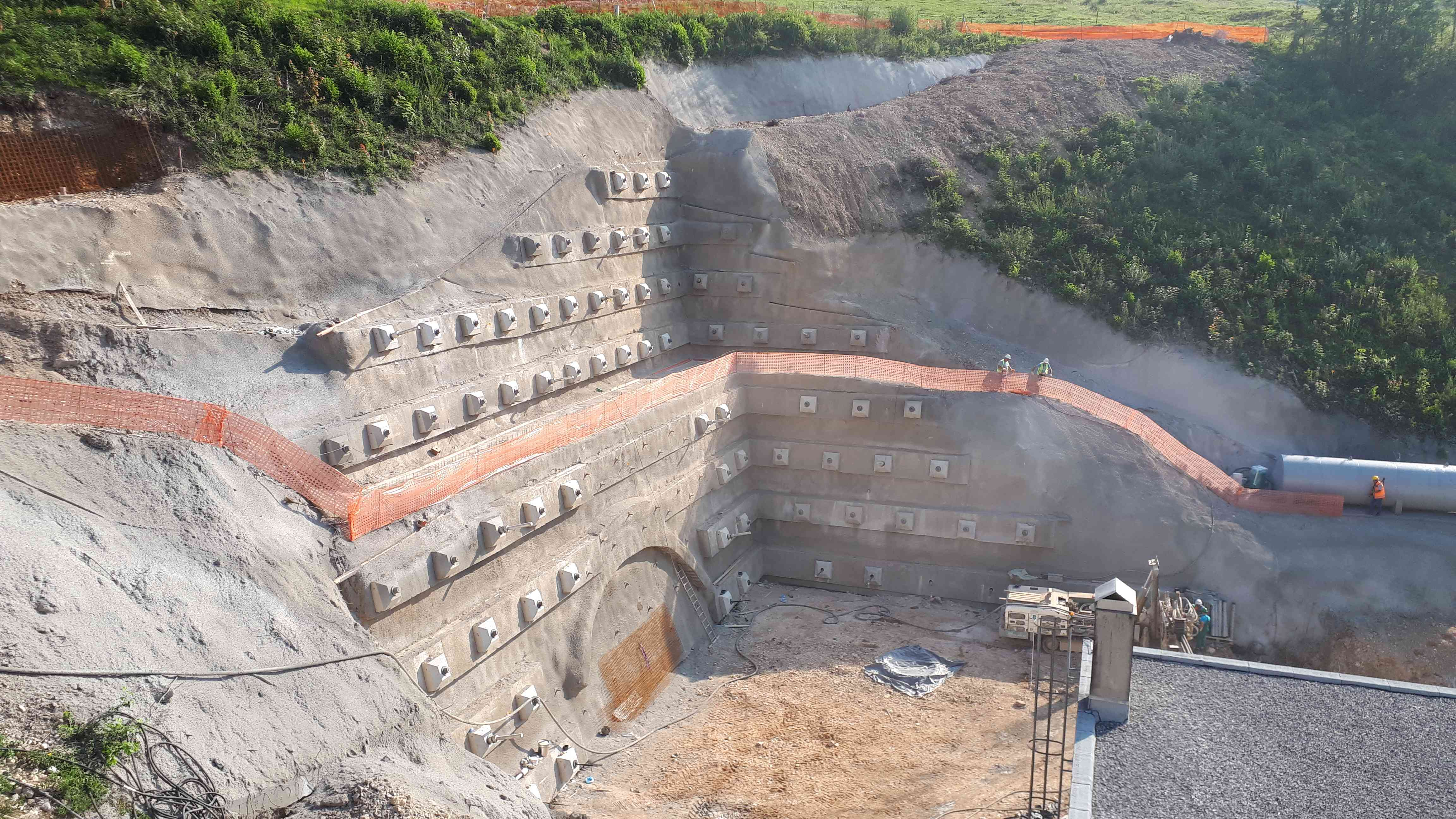
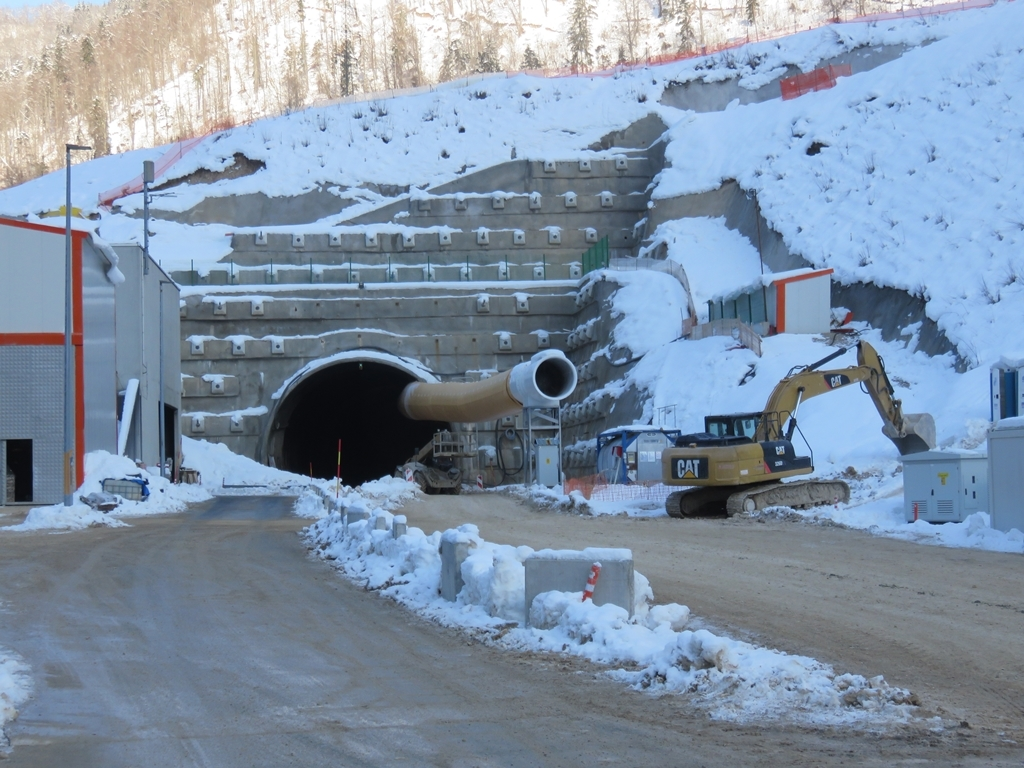